# 佐藤進 (経済学者)
佐藤 進（さとう すすむ、1926年1月1日 - 1998年3月1日）は、日本の経済学者。新潟大学名誉教授。専門は、財政学、地方財政論。東京都生まれ。勲二等瑞宝章受章。
東京都行財政調査会専門委員、税制調査会専門委員、特別区政調査会委員、外務公務員採用上級職試験委員、東京都市政調査会藤田賞選考委員などを歴任。

## 経歴
- 1926年1月1日：東京府豊多摩郡中野町（現・東京都中野区）生まれ
- 1938年4月：東京市桃園第三尋常小学校卒業
- 1942年3月：東京府立第六中学校（現・東京都立新宿高等学校）4年修了
- 1942年4月：東京高等学校文科乙類入学
- 1944年9月：東京高等学校卒業
- 1944年10月：東京帝国大学経済学部経済学科入学
- 1947年9月：東京帝国大学経済学部卒業（大内兵衛ゼミ）
- 1948年1月：東京大学経済学部副手（1949年4月まで）
- 1949年5月：東京大学経済学部助手（1954年4月まで）
- 1954年5月：武蔵大学経済学部専任講師
- 1956年6月：武蔵大学経済学部助教授
- 1956年9月：ミュンヘン大学留学（アレクサンダー・フォン・フンボルト財団奨学生）
- 1959年10月：武蔵大学経済学部教授
- 1977年10月：東京大学経済学部教授
- 1984年6月：「現代西ドイツ財政論」で経済学博士（東京大学）
- 1986年3月：東京大学年定年退職
- 1986年4月：新潟大学経済学部教授
- 1991年5月：新潟大学名誉教授
- 1992年4月：日本大学総合科学研究所教授
- 1994年12月：地方財政審議会会長（1997年12月まで）
- 1998年3月1日：東京都文京区で逝去

## 著書

### 単著
- 『現代財政政策論：西ドイツを中心として』（時潮社、1964年）
- 『近代税制の成立過程』（東京大学出版会、1965年）
- 『日本財政の構造と特徴：国際比較的視点から』（東洋経済新報社、1966年）
- 『現代税制論』（日本評論社、1970年）
- 『付加価値税論』（税務経理協会、1973年）
- 『地方財政・税制論』（税務経理協会、1974年）
- 『財政学』（税務経理協会、1976年）
- 『要説・日本の財政』（東洋経済新報社、1979年）
- 『日本の税金』（東京大学出版会［UP選書］、1979年）
- 『財政学入門』（同文館出版、1981年）
- 『現代西ドイツ財政論』（有斐閣、1983年）
- 『地方財政総論』（税務経理協会、1985年）
- 『文学にあらわれた日本人の納税意識』（東京大学出版会［UP選書］、1987年）
- 『日本の租税文化』（ぎょうせい、1990年）
- 『日本の自治文化 日本人と地方自治』（ぎょうせい、1992年）

### 共著
- （宮島洋）『戦後税制史』（税務経理協会、1979年）
- （宮島洋）『財政』（東洋経済新報社、1983年）
- （伊東弘文）『入門租税論』（三嶺書房、1988年）
- （関口浩）『財政学入門〔改訂版〕』（同文舘出版、1998年）

### 編著
- 『日本の財政学：その先駆者の群像』（ぎょうせい、1986年）

### 共編著
- （高橋誠）『地方財政読本』（東洋経済新報社、1975年・第2版、1981年・第3版、1987年）
- （林健久）『地方財政読本［第4版］』（東洋経済新報社、1994年）
- （滝実）『地方消費税：その理論と仕組み』（地方財務協会、1995年）

### 翻訳
- E.プライザー『資本主義の将来 新自由主義の理念と政策』（長坂聡との共訳、至誠堂［現代人叢書］、1959年）

### 論稿集
- （神野直彦・関口浩編）『財政学五十年：佐藤進論稿集』（礼文出版、2008年）